# (32930) 1995 SC4
1995 أس سي 4 (ويعرف أيضًا باسم (32930) 1995 أس سي 4 وفق تسمية الكوكب الصغير) (بالإنجليزية: 1995 SC4)‏ هو كويكب ضمن حزام الكويكبات؛ وترتيبه 32930 من حيث الاكتشاف.
اكتُشف هذا الجُرم الفلكي بواسطة Stephen P. Laurie ‏ في 24 سبتمبر 1995.

## وصلات خارجية
- (32930) 1995 SC4 في قاعدة بيانات مختبر الدفع النفاث لأجرام النظام الشمسي الصغيرة

- الاكتشاف · مخطط المدار ·  العناصر المدارية · المعلمات المادية

- (32930) 1995 SC4 على موقع ويكي سكاي: DSS2, SDSS, GALEX, IRAS, Hydrogen α, X-Ray, Astrophoto, Sky Map, Articles and images